# Christian Bautista
Christian Joseph Bautista y Morata (19 de octubre de 1981) es un cantante pop, actor y modelo filipino. Fue finalista del Star in a Million, un reality show de Filipinas transmitido por la cadena televisiva ABS-CBN canal, ganando el 4º lugar en la competencia en 2003. Tras el concurso, firmó un contrato de grabación con Warner Music en su país de origen y lanzó su auto-titulado álbum debut, Christian Bautista. El álbum multiplatino consolidó su nombre como un artista OPM con canciones como "El camino me mira", "Invencible" y "Las manos al cielo" Toppin los gráficos. El cantante ganó popularidad no solo en Filipinas sino también en otros países en el sudeste de Asia, como Indonesia, Singapur, Malasia y Tailandia. Ha vendido más de 100 millones de discos y a la fecha es considerado como el "más popular e influyente" artista filipino.  El cantante también ha colaborado con colegas filipinos cantantes Nina, Sitti, Rachelle Ann Go Sarah Geronimo, Sheryn Regis, Erik Santos y Mark Bautista, que aparece regularmente en la ABS-CBN de variedades ASAP 08.

## Teatro
Producción de trompeta deEl león, la bruja y el armario, fue la primera gran oportunidad de Bautista. Obtuvo elogios de la crítica por su debut como actor.
- 2002:El león, la bruja y el armario
- 2002:José El Soñador
- 2008:West Side Story

## Discografía
| - 2004: Christian Bautista - 2005: Completely - 2008: Captured - 2009: Romance Revisited: The Love Songs of José Mari Chan - 2010: A Wonderful Christmas | - 2006: Just A Love Song...Live! - 2009: The Platinum Collection |

## Filmografía
| Año  | Título                                        | Personaje           | Notas                                              |
| ---- | --------------------------------------------- | ------------------- | -------------------------------------------------- |
| 2003 | Star in a Million                             | Himself             | 3rd runner-up to Grand Champion Erik Santos        |
| 2004 | ASAP                                          | Himself             | 2004–present                                       |
| 2005 | Kampanerang Kuba                              | Lorenzo             | Main role                                          |
| 2006 | Your Song                                     | Michael             | Episode "If You Walk Away"                         |
| 2006 | Mano Po 5: Gua Ai Di (I Love You)             | Timothy / Félix Yan | Feature film                                       |
| 2008 | The Christian Bautista Show (Makisig Network) | Host                | 1st talk show                                      |
| 2009 | Your Song Presents: Feb-ibig                  | Arnold              | Episode "I'll Never Get Over You, Getting Over Me" |
| 2009 | Kimmy Dora                                    | Waiter              | Feature film, cameo                                |
| 2010 | Kulilits                                      | Himself             | Guest star (1 episode)                             |
| 2010 | Take Me Out (Indonesia)                       | Himself             | Guest star (1 episode)                             |
| 2010 | Your Song Presents: Beautiful Girl            | James               | Main role                                          |